# 20 décembre 1994
Le mardi 20 décembre 1994 est le 354e jour de l'année 1994.

## Événements notables
- déclenchement de la crise économique mexicaine

## Naissances
- Abou Sanogo, coureur cycliste ivoirien
- Aleksandar Filipović, footballeur serbe
- Ange Freddy, artiste ivoirien
- Benoît Coulanges, cycliste français
- Calvin Ridley, joueur américain de football américain
- DaniLeigh, Chanteuse, danseuse et chorégraphe américaine
- Dimitrios Agravanis, joueur grec de basket-ball
- Giulio Ciccone, coureur cycliste italien
- Guillaume Daho, footballeur ivoirien
- Jacko Gill, athlète néo-zélandais spécialiste du lancer du poids
- Jess Greenberg, chanteuse et guitariste acoustique anglaise
- Michael Bresciani, coureur cycliste italien
- Pouya, rappeur américain né en 1994
- Rachele Richey, actrice pornographique américaine
- Rio Hiiragi, chanteuse japonaise
- Ryan Thomas, footballeur néo-zélandais
- Topu Barman, footballeur bangladais
- Wesley Iwundu, joueur de basket-ball américain
- William Carrier, hockeyeur sur glace canadien
- Yohan Goutt Goncalves, skieur alpin est-timorais et français

## Décès
- Benjamin Favreau (né le 17 janvier 1915), officier français de la Seconde Guerre mondiale
- Cyril Ponnamperuma (né le 16 octobre 1923), chimiste srilankais
- Dean Rusk (né le 9 février 1909), politicien américain
- Jean-Louis Baghio'o (né le 21 décembre 1910), écrivain français
- Pierre-Valentin Marchesseau (né le 21 mars 1911), biologiste, naturopathe

## Événements
- Création des communautés de communes de 
  - Neste Baronnies
  - Baronnie des Angles
  - Champagne Conlinoise
- Diffusion du téléfilm américain Coulisses d'un meurtre
- Diffusion du dernier épisode du feuilleton télévisé québécois Montréal P.Q.
- le champion tchécoslovaque de tennis ex-no 1 mondial Ivan Lendl prend sa retraite de joueur à 34 ans[1].